# Ishinomaki
Ishinomaki (石巻市?, Ishinomaki-shi) è una città giapponese della prefettura di Miyagi fondata il 1º aprile 1933.

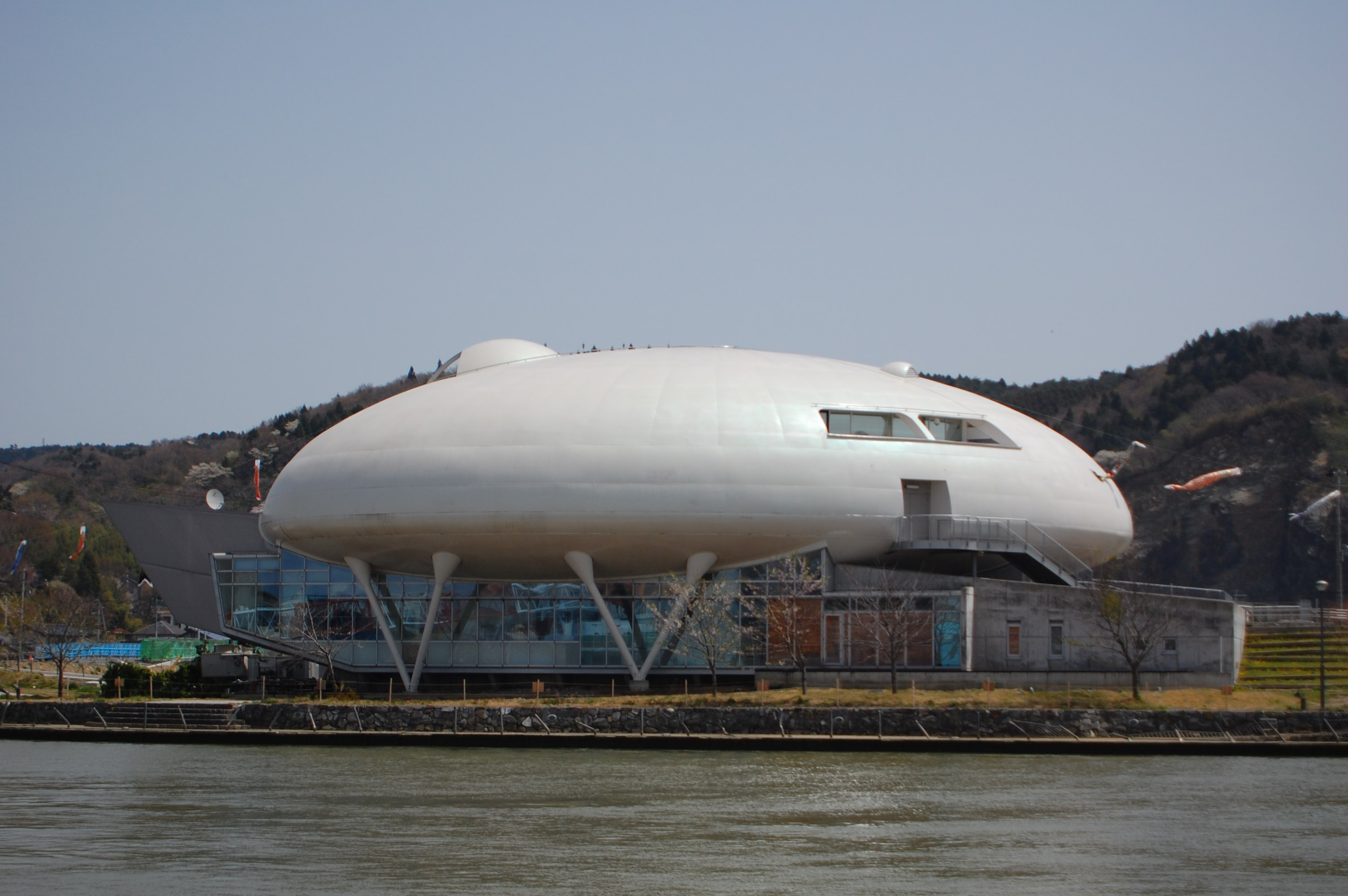
Il Museo Mangattan, situato ad Ishinomaki

Il 1º aprile 2005 alcune cittadine del distretto di Monou, Kahoku, Kanan, Kitakami, Monou ed Ogatsu, ed una del distretto d'Oshika, Ōshika, vengono integrate in questa città, il che ha fatto più che quadruplicare la sua superficie ed ha aggiunto oltre 60 000 abitanti alla città. Nelle vicinanze è presente Tashirojima, località nota come "Cat Island".

## Amministrazione

### Gemellaggi
Ishinomaki è gemellata con le seguenti città:
- Civitavecchia